# 삼성 갤럭시 A3 (2016)
삼성 갤럭시 A3 (2016) (Samsung GALAXY A3 2016)은 2016년 1월에 공개된 삼성전자의 스마트폰이다. 대한민국에서는 자급제 모델로 출시되었으며, 모델명은 SM-A310NO이다. 갤럭시 A 2016 시리즈 중 유일하게 지문인식 센서가 탑재되지 않았다.

## 디자인
| 갤럭시 A3 (2016) |           |
| 색상             | 이름      |
|                  | 블랙      |
|                  | 화이트    |
|                  | 골드      |
|                  | 핑크 골드 |

국내 내수용은 블랙, 화이트, 핑크 골드 총3가지 색상으로 출시를 했다.

## 관련 기종
- 삼성 갤럭시 A3 (2017)
- 삼성 갤럭시 A5
- 삼성 갤럭시 A5 (2016)
- 삼성 갤럭시 A7 (2016)
- 삼성 갤럭시 A8 (2016)

## 같이 보기
- 삼성 갤럭시 알파